# 博马之路

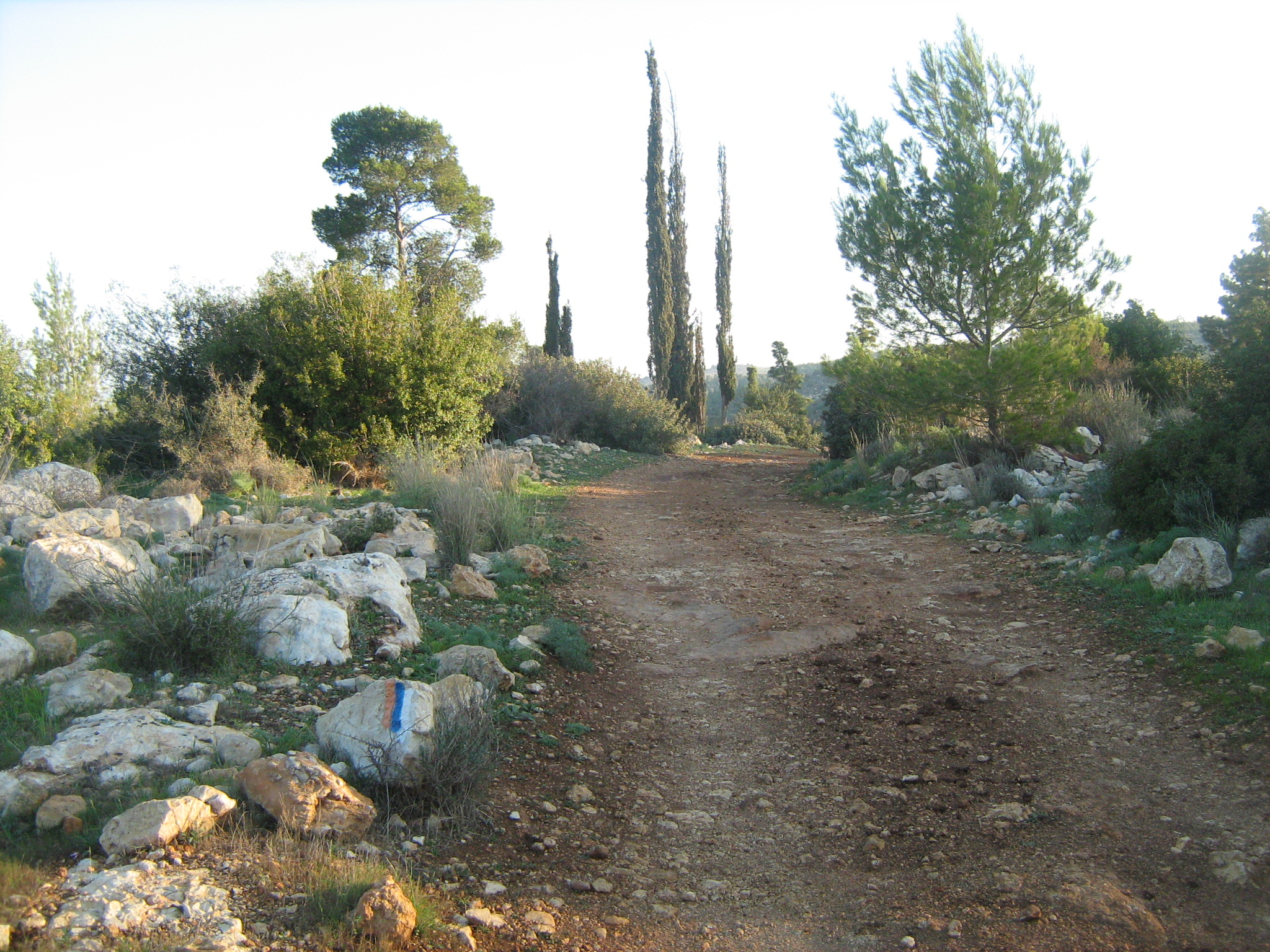
博马之路

博马之路（希伯來語： דרך בורמה) 是一条连接以色列基布兹胡尔达和耶路撒冷的臨時公路，由戴维·马尔库斯在1948年耶路撒冷围城战期间修建，目的是繞開阿拉伯人民兵的封鎖。該道路在希伯來語中的名稱與滇缅公路同名，因為該道路的作用與滇缅公路相同。該道路實際上只在1948年耶路撒冷围城战期间發揮作用，隨著1948年10月另一條公路的修建，博马之路逐漸被廢棄。